# Dinma Odiakosa
Dinma Odiakosa, né le 21 décembre 1985 à Akwusu-Igbo (Nigéria), est un joueur de basket-ball de 2,03 m, évoluant au poste de pivot.

## Carrière

### Clubs
- 2003-2004 :  Dodan Warriors
- 2004-2005 :  Delta Force Asaba
- 2005-2010 :  Illinois State University (NCAA I)
- 2010-2011 :  UB La Palma (LEB Oro)
- 2011-2012 :  Melila Baloncesto (LEB Oro) puis  Metro de Santiago (LNB)
- 2012-2013 :  Maccabi Hod Hasharon
- 2013-2014 :  Panevezys Lietkabelis (LKL) puis  Ironi Nahariya (Liga Leumit)
- 2014-2015 :  Boulazac BD (Pro B)
- 2015-2016 :  Saint Quentin BB (Pro B)
- 2016-2017 :  STB Le Havre (Pro B)
- 2017-2018 :  ESSM Le Portel (Pro A)
- 2018- :  SLUC Nancy (Pro B)

### Palmarès
- Médaille d'or au Championnat d'Afrique U20 en 2004 (Dakar, Sénégal)
- Champion d'Israël D2 en 2014